# Unproduktive Fläche

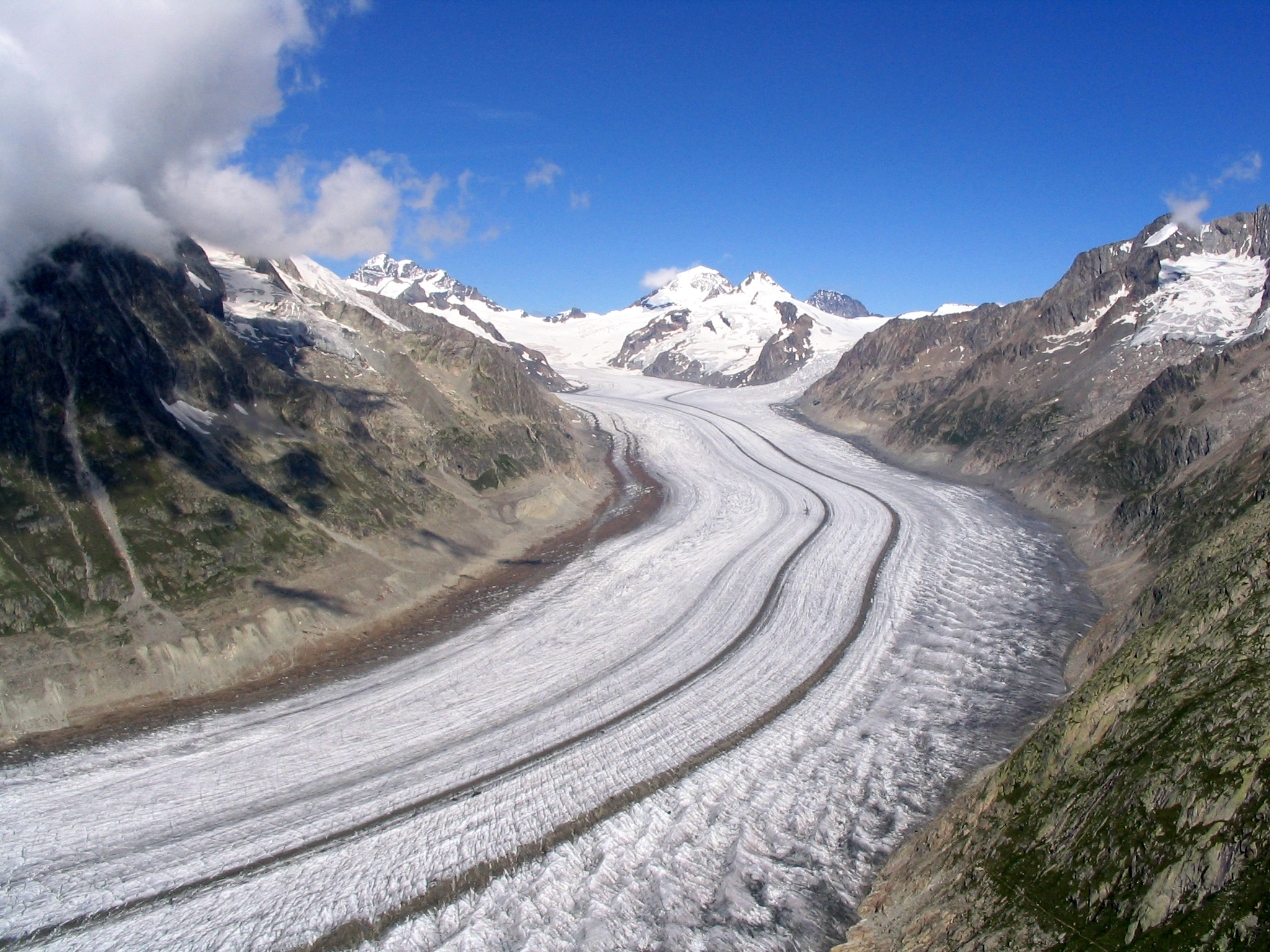
Der Grosse Aletschgletscher, eine unproduktive Fläche

Die unproduktive Fläche ist in der Schweiz ein Begriff aus der Flächenstatistik, einem Gebiet der Raumplanung. Sie umfasst alle Flächen, die weder landwirtschaftlich, forstwirtschaftlich noch siedlungstechnisch produktiv genutzt werden (hauptsächlich Gebirge und Gewässer).

## Einteilung
Das schweizerische Bundesamt für Statistik (BFS) verwendet den Begriff als eine von vier Hauptkategorien in der Arealstatistik. Die übrigen Hauptkategorien sind Siedlungsfläche, Landwirtschaftsfläche und bestockte Fläche.
Unproduktive Flächen werden vom BFS weiter unterteilt in:
- Stehende Gewässer
- Fließgewässer
- Unproduktive Vegetation (Strauch-, Gras- und Krautvegetation, Lawinen- und Steinschlagverbauungen, Feuchtgebiete und Alpine Sportinfrastruktur)
- Vegetationslose Flächen (Fels, Geröll, Sand und Landschaftseingriffe)
- Gletscher, Firn

Mithin ist diese Definition umfassender als die für den Begriff Ödland, der Wasserflächen nicht beinhaltet.

## Vergleichbare Begriffe in anderen Ländern
Vergleichbare Begriffe existieren auch in anderen Sprachen. So spricht man in Nordamerika von „barren land“, in Russland von „бесплодная земля“ (deutsche Übersetzung für beide: unfruchtbares Land). Allerdings haben diese Begriffe eine andere Bedeutung. Man verwendet sie nicht auf der kleinräumlichen (lokalen) Ebene, sondern auf einer kontinentalen oder globalen Größenskala. Man bezeichnet mit ihnen weitgehend vegetationsfreie, unbewohnte Großgebiete. Dazu zählen Kältewüsten, winterkalte Wüsten der gemäßigten Klimazone sowie Felsregionen in den Hochgebirgen. Diese Begriffe sind also deckungsgleich mit dem deutschen Wort Anökumene.
Durch den an der Sowjetunion ausgerichteten Schulunterricht in der DDR ist der Begriff „unproduktives Gebiet“ als Synonym für Wüste auch in den deutschen Sprachgebrauch gelangt.